# گامی نادرست
گامی نادرست (انگلیسی: A Misplaced Foot) یک فیلم کوتاه کمدی به کارگردانی ویلفرد لوکاس است که در سال ۱۹۱۴ منتشر شد.

## گزیدهٔ بازیگران
- راسکو آرباکل
- مینتا دارفی
- هنک من
- میبل نورماند
- فورد استرلینگ
- اَل سنت جان